# Franz Haniel & Cie.
Franz Haniel & Cie. er et holdingselskab for et konglomerat med hovedkvarter i Duisburg. Koncernen er familieejet af familien Haniel. Der er 720 selskaber i koncernen og i 2022 havde de 21.519 ansatte i over 30 lande med en omsætning på 4,223 mia. euro.
Til koncernen tilhører datterselskaberne Bekaert Textiles, CWS-boco International, TAKKT, BekaertDeslee, Rowema, Optimar, Emma Sleep, Ceconomy og Bauwatch.